# Nesar Ahmad Bahave
Nesar Ahmad Bahave (27 de marzo de 1984) es un deportista afgano que compitió en taekwondo. Ganó una medalla en el Campeonato Mundial de Taekwondo de 2007, y dos medallas en los Juegos Asiáticos en los años 2006 y 2010.

## Palmarés internacional
| Campeonato Mundial | Campeonato Mundial | Campeonato Mundial | Campeonato Mundial |
| Año                | Lugar              | Medalla            | Categoría          |
| ------------------ | ------------------ | ------------------ | ------------------ |
| 2007               | Pekín (China)      | Medalla de plata   | –72 kg             |
| Juegos Asiáticos   |                    |                    |                    |
| Año                | Lugar              | Medalla            | Categoría          |
| 2006               | Doha (Catar)       | Medalla de bronce  | –72 kg             |
| 2010               | Cantón (China)     | Medalla de plata   | –80 kg             |